# Alojzy Graj
Alojzy Graj (ur. 12 grudnia 1929 w Trzeboniu, zm. 16 kwietnia 1983 w Bydgoszczy) – polski lekkoatleta.
Specjalizował się w biegach średnio- i długodystansowych. Był wielokrotnym medalistą na imprezach krajowych oraz światowych. Najwięcej sukcesów osiągnął w latach 1952–1956. Jednym z największych był udział w Igrzyskach Olimpijskich w Helsinkach, gdzie zajął 14. miejsce w eliminacjach biegu na 5000 metrów, lecz poprawił rekord Polski, który należał do Janusza Kusocińskiego. Podczas Mistrzostw Europy w Bernie (1954) zajął 10. miejsce na tym samym dystansie. Był Akademickim Mistrzem Świata z Budapesztu w 1954 w biegu na 5000 m oraz brązowym medalistą na 1500 m.
Osiem razy zdobywał mistrzostwo Polski:
- 1500 m – 1954
- 5000 m – 1951, 1952 i 1954
- 3000 m z przeszkodami – 1951
- bieg przełajowy – 1952, 1953 i 1956

Był zawodnikiem Gwardii Lublin, Gwardii Warszawa, OWKS Bydgoszcz, AKS Zawiercie i Zawiszy Bydgoszcz.
W wieku 31 lat zakończył karierę jako zawodnik WKS Zawisza Bydgoszcz. Zmarł 16 kwietnia 1983 roku w Bydgoszczy po krótkiej chorobie nowotworowej. Został pochowany na cmentarzu katolickim św. Wincentego à Paulo w Bydgoszczy.